# Willem Dirk Bosch

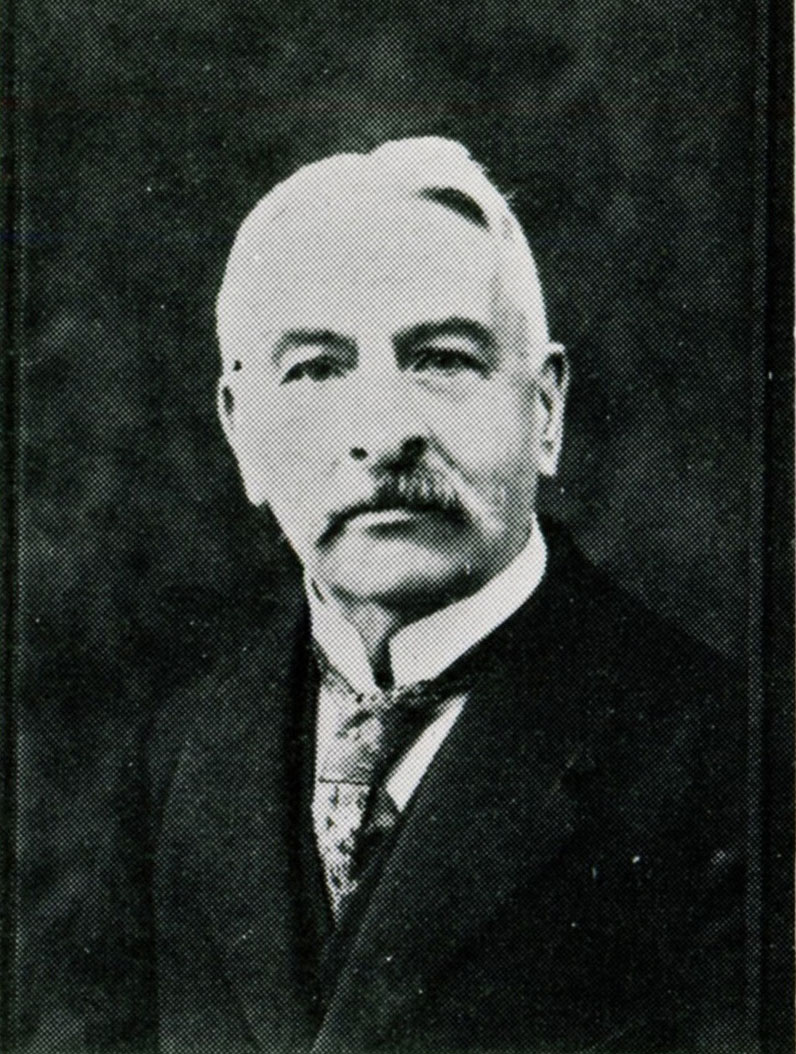

Willem Dirk Bosch (Leiden, 1 augustus 1852 - Den Haag, 21 april 1939) was burgemeester van de voormalige gemeente Wisch (1885-1906).

## Familie
Zijn grootvader Willem Dirk Bosch (1770 - 1832) kwam kort na 1800 naar ’s-Hertogenbosch. Hij stichtte daar een lakmoesfabriek, die zou uitgroeien tot één der grootste van Nederland en die hem en zijn nakomelingen tot aanzienlijke welstand zou brengen. Hij kreeg vier zoons en een dochter. Twee zoons zetten het bedrijf voort en zoon Willem Hendrik Bosch vestigde zich als rentenier in Leiden.
Willem Hendrik Bosch (1809 - 1891) trouwde in 1851 te Gorinchem met Dirkje Johanna Willemstijn (1819-1891), dochter van Martienus Willemstijn, koopman en gemeenteraadslid aldaar en van Geertrui van Breda. Ze kregen drie kinderen, o.a. Willem Dirk Bosch..

## Privé
Willem Dirk Bosch trouwde op 5 februari 1884 te Gorinchem met zijn nicht Hendrica Wilhelmina Jacoba Braakman (1860 - 1922), dochter van Frederik Braakman, predikant bij de Hersteld Evangelisch Lutherse Gemeente aldaar. Het echtpaar kreeg vier dochters

## Burgemeester van Wisch
De liberale jurist Bosch werd op 17 maart 1885, op 32-jarige leeftijd, geïnstalleerd als burgemeester en secretaris van de Gelderse gemeente Wisch. Hij volgde Jan van der Zande op, die van 1846 - 1885, dus bijna veertig jaar, burgemeester van Wisch was geweest. De ambtstermijn van Bosch duurde ruim 21 jaar.  
De belangrijkste ontwikkelingen in deze periode waren:  
- Verbetering van de kwaliteit van de doorgaande wegen. De komst van de spoorlijn Arnhem-Winterswijk in 1885, met drie stations in de gemeente Wisch, zal daarbij een rol hebben gespeeld.
- Bosch was een fervent voorstander van het openbaar onderwijs. Mede dankzij hem werd in zijn woonplaats Terborg het instituut Arie van Rij, een particuliere school, gesticht.
- Hij bevorderde de aanleg van de spoorlijn Varsseveld-Dinxperlo (in bedrijf vanaf 1904) en van de tramlijn Lievelde - Zeddam (plannen vanaf 1899, opening in 1908).[1]..

Nevenactiviteiten van Bosch:
- Medeoprichter en voorzitter van de Terborgsche Bouwmaatschappij (vanaf ca. 1885)
- Lid van het college van regenten over het Rijksopvoedingsgesticht “De Kruisberg” bij Doetinchem (vanaf 1889).
- Lid van Provinciale Staten van Gelderland (1892-1906).
- Medeoprichter en directeur-administrateur van de N.V. Terborgsche Electriciteits Maatschappij (vanaf 1897).
- Beschermheer van talrijke verenigingen.

Op 1 januari 1903 legt hij zijn functie als gemeentesecretaris neer en op 1 oktober 1906 neemt hij afscheid als burgemeester, op 54-jarige leeftijd. Hij werd opgevolgd door Simon Johannes Karsten.
Het echtpaar Bosch vertrekt op 12 april 1907 naar Den Haag. Willem Dirk Bosch woont daar nog 32 jaar als particulier (rentenier), tot zijn overlijden op 21 april 1939.